# رئوس مطالب گردشگری در ایران
جاذبه‌های گردشگری در ایران

## فهرست
|                                            | آثار ملی                                 | میراث جهانی                                                                         |
| ------------------------------------------ | ---------------------------------------- | ----------------------------------------------------------------------------------- |
| جاذبه‌های گردشگری استان آذربایجان شرقی      | آثار ملی                                 | - مجموعه‌آثار رهبانی ارامنه ایران - بازار تبریز                                      |
| جاذبه‌های گردشگری استان آذربایجان غربی      | فهرست آثار ملی استان آذربایجان غربی      | - مجموعه‌آثار رهبانی ارامنه ایران - تخت سلیمان                                       |
| جاذبه‌های گردشگری استان اردبیل              | فهرست آثار ملی استان اردبیل              | - آرامگاه شیخ صفی‌الدین اردبیلی                                                      |
| جاذبه‌های گردشگری استان اصفهان              | فهرست آثار ملی استان اصفهان              | - \|چهل‌ستون - باغ فین - مسجد جامع اصفهان - قنات وزوان                               |
| جاذبه‌های گردشگری استان البرز               | فهرست آثار ملی استان البرز               |                                                                                     |
| جاذبه‌های گردشگری استان ایلام               | فهرست آثار ملی استان ایلام               |                                                                                     |
| جاذبه‌های گردشگری استان بوشهر               | فهرست آثار ملی استان بوشهر               |                                                                                     |
| جاذبه‌های گردشگری استان تهران               | فهرست آثار ملی استان تهران               | - کاخ گلستان - راه‌آهن سراسری ایران                                                  |
| جاذبه‌های گردشگری استان چهارمحال و بختیاری  | فهرست آثار ملی استان چهارمحال و بختیاری  |                                                                                     |
| جاذبه‌های گردشگری استان خراسان جنوبی        | فهرست آثار ملی استان خراسان جنوبی        | - قنات ایرانی - دشت لوت - باغ ایرانی                                                |
| جاذبه‌های گردشگری استان خراسان رضوی         | فهرست آثار ملی استان خراسان رضوی         | - قنات ایرانی                                                                       |
| جاذبه‌های گردشگری استان خراسان شمالی        | فهرست آثار ملی استان خراسان شمالی        | - جنگل‌های هیرکانی                                                                   |
| جاذبه‌های گردشگری استان خوزستان             | فهرست آثار ملی استان خوزستان             | - چغازنبیل - سازه‌های آبی شوشتر - شوش - راه‌آهن سراسری ایران                          |
| جاذبه‌های گردشگری استان زنجان               | فهرست آثار ملی استان زنجان               | - گنبد سلطانیه                                                                      |
| جاذبه‌های گردشگری استان سمنان               | فهرست آثار ملی استان سمنان               | - جنگل‌های هیرکانی - راه‌آهن سراسری ایران                                             |
| جاذبه‌های گردشگری استان سیستان و بلوچستان   | فهرست آثار ملی استان سیستان و بلوچستان   | - شهر سوخته - دشت لوت                                                               |
| جاذبه‌های گردشگری استان فارس                | فهرست آثار ملی استان فارس                | - تخت جمشید - پاسارگاد - باغ ایرانی (باغ ارم) - چشم‌انداز باستان‌شناسی ساسانی (۸ اثر) |
| جاذبه‌های گردشگری استان قزوین               | فهرست آثار ملی استان قزوین               |                                                                                     |
| جاذبه‌های گردشگری استان قم                  | فهرست آثار ملی استان قم                  |                                                                                     |
| جاذبه‌های گردشگری استان کردستان             | فهرست آثار ملی استان کردستان             |                                                                                     |
| جاذبه‌های گردشگری استان کرمان               | فهرست آثار ملی استان کرمان               |                                                                                     |
| جاذبه‌های گردشگری استان کرمانشاه            | فهرست آثار ملی استان کرمانشاه            |                                                                                     |
| جاذبه‌های گردشگری استان کهگیلویه و بویراحمد | فهرست آثار ملی استان کهگیلویه و بویراحمد |                                                                                     |
| جاذبه‌های گردشگری استان گلستان              | فهرست آثار ملی استان گلستان              |                                                                                     |
| جاذبه‌های گردشگری استان گیلان               | فهرست آثار ملی استان گیلان               |                                                                                     |
| جاذبه‌های گردشگری استان لرستان              | فهرست آثار ملی استان لرستان              |                                                                                     |
| جاذبه‌های گردشگری استان مازندران            | فهرست آثار ملی استان مازندران            |                                                                                     |
| جاذبه‌های گردشگری استان مرکزی               | فهرست آثار ملی استان مرکزی               |                                                                                     |
| جاذبه‌های گردشگری استان هرمزگان             | فهرست آثار ملی استان هرمزگان             |                                                                                     |
| جاذبه‌های گردشگری استان همدان               | فهرست آثار ملی استان همدان               |                                                                                     |
| جاذبه‌های گردشگری استان یزد                 | فهرست آثار ملی استان یزد                 |                                                                                     |

## برپایه استان

### آذربایجان شرقی
- فهرست آثار ملی استان آذربایجان شرقی

### آذربایجان غربی
- فهرست آثار ملی استان آذربایجان غربی

### اردبیل
- فهرست آثار ملی استان اردبیل

### اصفهان
- فهرست آثار ملی استان اصفهان

### البرز
- فهرست آثار ملی استان البرز

### ایلام
- فهرست آثار ملی استان ایلام

### بوشهر
- فهرست آثار ملی استان بوشهر

### تهران
- فهرست موزه‌های تهران
- فهرست آثار ملی استان تهران

### چهارمحال و بختیاری
- فهرست آثار ملی استان چهارمحال و بختیاری

### خراسان جنوبی
- فهرست آثار ملی استان خراسان جنوبی

### خراسان رضوی
- فهرست آثار ملی استان خراسان رضوی
  - فهرست آثار ملی شهرستان باخرز
  - فهرست آثار ملی شهرستان بجستان
  - فهرست آثار ملی شهرستان بردسکن
  - فهرست آثار ملی شهرستان بینالود
  - فهرست آثار ملی شهرستان تایباد
  - فهرست آثار ملی شهرستان تربت جام
  - فهرست آثار ملی شهرستان تربت حیدریه
  - فهرست آثار ملی شهرستان خواف
  - فهرست آثار ملی شهرستان داورزن
  - فهرست آثار ملی شهرستان درگز
  - فهرست آثار ملی شهرستان رشتخوار
  - فهرست آثار ملی شهرستان سبزوار
  - فهرست آثار ملی شهرستان سرخس
  - فهرست آثار ملی شهرستان فریمان
  - فهرست آثار ملی شهرستان فیروزه
  - فهرست آثار ملی شهرستان قوچان
  - فهرست آثار ملی شهرستان کاشمر
  - فهرست آثار ملی شهرستان کلات
  - فهرست آثار ملی شهرستان گناباد
  - فهرست آثار ملی شهرستان مشهد
  - فهرست آثار ملی شهرستان نیشابور

### خراسان شمالی
- فهرست آثار ملی استان خراسان شمالی

### خوزستان
- فهرست جاذبه‌های گردشگری شهرستان کارون
- فهرست آثار ملی استان خوزستان
  - فهرست آثار ملی شهرستان اهواز
  - فهرست آثار ملی شهرستان بهبهان
  - فهرست آثار ملی شهرستان خرمشهر
  - فهرست آثار ملی شهرستان ایذه
  - فهرست آثار ملی شهرستان آبادان
  - فهرست آثار ملی شهرستان سوسنگرد
  - فهرست آثار ملی شهرستان دزفول
  - فهرست آثار ملی شهرستان شوشتر
  - فهرست آثار ملی شهرستان مسجدسلیمان
  - فهرست آثار ملی شهرستان رامهرمز
  - فهرست آثار ملی شهرستان بندر ماهشهر
  - فهرست آثار ملی شهرستان شادگان
  - فهرست آثار ملی شهرستان اندیمشک
  - فهرست آثار ملی شهرستان شوش
  - فهرست آثار ملی شهرستان باغ‌ملک
  - فهرست آثار ملی شهرستان امیدیه
  - فهرست آثار ملی شهرستان لالی
  - فهرست آثار ملی شهرستان هندیجان
  - فهرست آثار ملی شهرستان قلعه خواجه
  - فهرست آثار ملی شهرستان گتوند
  - فهرست آثار ملی شهرستان رامشیر
  - فهرست آثار ملی شهرستان هویزه
  - فهرست آثار ملی شهرستان هفتکل
  - فهرست آثار ملی شهرستان ملاثانی
  - فهرست آثار ملی شهرستان کوت عبدالله
  - فهرست آثار ملی شهرستان حمیدیه
  - فهرست آثار ملی شهرستان آغاجاری
  - فهرست آثار ملی شهرستان الوان
  - فهرست آثار ملی شهرستان دهدز

### زنجان
- فهرست آثار ملی استان زنجان

### سمنان
- جاذبه‌های گردشگری سمنان
- فهرست آثار ملی استان سمنان
  - فهرست آثار ملی شهرستان آرادان
  - فهرست آثار ملی شهرستان دامغان
  - فهرست آثار ملی شهرستان سرخه
  - فهرست آثار ملی شهرستان سمنان
  - فهرست آثار ملی شهرستان شاهرود
  - فهرست آثار ملی شهرستان گرمسار
  - فهرست آثار ملی شهرستان مهدی‌شهر
  - فهرست آثار ملی شهرستان میامی

### سیستان و بلوچستان
- فهرست آثار ملی استان سیستان و بلوچستان

### فارس
- جاذبه‌های گردشگری استان فارس بر پایه نوع
- جاذبه‌های گردشگری استان فارس بر پایه شهرستان
- فهرست موزه‌های شیراز
- فهرست آثار ملی استان فارس
  - فهرست آثار ملی شهرستان آباده
  - فهرست آثار ملی شهرستان ارسنجان
  - فهرست آثار ملی شهرستان استهبان
  - فهرست آثار ملی شهرستان اقلید
  - فهرست آثار ملی شهرستان اوز
  - فهرست آثار ملی شهرستان بختگان
  - فهرست آثار ملی شهرستان بوانات
  - فهرست آثار ملی شهرستان بیضا
  - فهرست آثار ملی شهرستان پاسارگاد
  - فهرست آثار ملی شهرستان جهرم
  - فهرست آثار ملی شهرستان خرامه
  - فهرست آثار ملی شهرستان خرم‌بید
  - فهرست آثار ملی شهرستان خفر
  - فهرست آثار ملی شهرستان خنج
  - فهرست آثار ملی شهرستان داراب
  - فهرست آثار ملی شهرستان رستم
  - فهرست آثار ملی شهرستان زرقان
  - فهرست آثار ملی شهرستان زرین‌دشت
  - فهرست آثار ملی شهرستان سپیدان
  - فهرست آثار ملی شهرستان سرچهان
  - فهرست آثار ملی شهرستان سروستان
  - فهرست آثار ملی شهرستان شیراز
    - فهرست آثار ملی شیراز

  - فهرست آثار ملی شهرستان فراشبند
  - فهرست آثار ملی شهرستان فسا
  - فهرست آثار ملی شهرستان فیروزآباد
  - فهرست آثار ملی شهرستان قیر و کارزین
  - فهرست آثار ملی شهرستان کازرون
  - فهرست آثار ملی شهرستان کوار
  - فهرست آثار ملی شهرستان کوه‌چنار
  - فهرست آثار ملی شهرستان گراش
  - فهرست آثار ملی شهرستان لارستان
  - فهرست آثار ملی شهرستان لامرد
  - فهرست آثار ملی شهرستان مرودشت
  - فهرست آثار ملی شهرستان ممسنی
  - فهرست آثار ملی شهرستان مهر
  - فهرست آثار ملی شهرستان نی‌ریز

### قزوین
- فهرست آثار ملی استان قزوین

### قم
- فهرست آثار ملی استان قم

### کردستان
- فهرست آثار ملی استان کردستان

### کرمان
- فهرست آثار ملی استان کرمانشاه

### کرمانشاه
- فهرست آثار ملی استان کرمانشاه

### کهگیلویه و بویراحمد
- فهرست آثار ملی استان کهگیلویه و بویراحمد

### گلستان
- فهرست آثار ملی استان گلستان

### گیلان
- فهرست آثار ملی استان گیلان

### لرستان
- فهرست آثار ملی استان لرستان

### مازندران
- فهرست آثار ملی استان مازندران

### مرکزی
- جاذبه‌های گردشگری اراک
- فهرست موزه‌های اراک
- فهرست آثار ملی استان مرکزی

### هرمزگان
- فهرست آثار ملی استان هرمزگان

### همدان
- فهرست آثار ملی استان همدان

### یزد
- فهرست آثار ملی استان یزد